# Rosenporing
Rosenporing (Ceriporia excelsa) är en svampart som beskrevs av S. Lundell ex Parmasto 1959. Enligt Catalogue of Life ingår Rosenporing i släktet Ceriporia,  och familjen Phanerochaetaceae, men enligt Dyntaxa är tillhörigheten istället släktet Ceriporia,  och familjen Hapalopilaceae. Arten är reproducerande i Sverige. Inga underarter finns listade i Catalogue of Life.